# Waningus
Waningus oder auch Vaneng (* Jahr unbekannt in Rouen; † um 688) war ein Adliger und königlicher Beamter unter Chlothar III., später gründete er das Kloster Fécamp und wurde selbst Mönch und Abt.
Waningus war ein einflussreicher Berater am neustrischen Königshof unter dem Merowinger Chlothar III. und gehört somit in das Umfeld von Audoenus von Rouen. Angeblich soll ihm die heilige Eulalia von Barcelona im Traum erschienen sein und ihm berichtet haben, wie schwierig es für Reiche sei, in den Himmel zu kommen. Daraufhin gab er seinen weltlichen Besitz auf und gründete das Nonnenkloster Fécamp. Er selbst wurde Mönch und ging in ein heute nicht mehr zu identifizierendes Kloster, dessen Abt er später wurde.
In einer späteren Version der Vita des Heiligen Wandregisel wird auch seine Beteiligung an der Gründung der Abtei Saint-Wandrille erwähnt. Sein Sohn Desiderius von Fontenelle trat ebenfalls als Mönch in das Kloster Saint-Wandrille ein.
In der katholischen Kirche ist der 9. Januar der Gedenktag für ihn. 